# RealMæglerne
RealMæglerne er en landsdækkende kæde af ejendomsmæglere med ca. 105 lokale butikker i hele Danmark. Kæden betjener både private og erhvervskunder.

## Historie
RealMæglerne er blandt Danmarks ældste ejendomsmæglerkæder med traditionel ejendomshandel. Den grundlagt i 1988 under navnet Realgruppen, hvor ca. 30 ejendomsmæglere deltog. I løbet af året nåede gruppen over 100 medlemmer. Året efter blev der indgået samarbejde med Kreditforeningen Danmark (senere Realkredit Danmark)
I 1990 var der 98 medlemmer, og i 1992 var der 146 medlemmer.
I 1999 blev navnet ændret fra Realgruppen til RealMæglerne. Samme år blev kædens hjemmeside kåret som den bedste side blandt boligkæderne i Berlingske Tidende.[kilde mangler]
I 2000 måtte samarbejdet med Realkredit Danmark stoppe efter Danske Bank var fusioneret med selskabet og brugte det til deres egen ejendomsmæglerkæde, home.
Kæden begyndte et samarbejde med Jyske Bank i 2006.
I 2007 blev 15 Safe-forretninger en del af Realmæglerne. Senere samme år blev yderligere 19 mæglere en del af kæden.
I 2008 blev BoligOne etableret.
I 2016 indgik kæden et strategisk partnerskab med Jyske Bank.
I 2020 blev BoligOne solgt fra.

## Direktører
- Jens Ejler Borresø (1990-1994)
- Jørgen Svanholt Hansen (1994-1999)
- Niels Brandt (1999-2014)
- Preben Merrild Angelo (2014-nu)[2]